# Yotam Halperin
Yotam Halperin (* 24. Januar 1984 in Tel Aviv) ist ein israelischer Basketballspieler, der aktuell bei Hapoel Jerusalem unter Vertrag steht.

## Karriere
Geboren wurde der 1,96 m große Guard am 24. Januar 1984 in Tel Aviv, Israel. Als Halperin acht Jahre alt war, begann er das Basketballspielen beim israelischen Spitzenklub Maccabi Tel Aviv. Als er seine Schullaufbahn beendet hatte und in die erste Mannschaft kam, hatte er große Probleme Spielzeit zu bekommen, da der Verein auf seiner Position mit Anthony Parker sehr gut besetzt war. 2005 bekam er dann ein Angebot von KK Union Olimpija in Ljubljana, bei dem er in der Saison 2005-06 spielte. Es gelang Olimpija in dieser Spielzeit sowohl den slowenischen Pokal, als auch die slowenische Meisterschaft zu gewinnen.
Der NBA-Draft 2006 platzierte ihn an 53. Stelle, was keinen Vertrag in der NBA garantierte, woraufhin es ihn in seine Heimatstadt zu Maccabi zurückzog. In der Saison 2006/07 erbrachte er gute Leistungen und erreichte mit Tel Aviv das Final Four der Euroleague. Am 15. Juni 2008 unterschrieb Halperin dann einen Vertrag bei Olympiakos BC. Diesen Vertrag erfüllte er bis zum Ende der Saison 2010/11. Danach wechselte er nach Russland und spielte 2011/2012 für BK Spartak Sankt Petersburg in der ersten Liga Russlands.
Zur Saison 2012/13 verließ Halperin Russland wieder und wechselte nach Deutschland und unterschrieb einen Einjahresvertrag bei der Basketball-Abteilung des FC Bayern München. Am 10. Juli 2013 wurde bekannt, dass sein Vertrag beim FC Bayern nicht verlängert wird. Daraufhin kehrte Halperin in sein Heimatland zurück und unterzeichnete einen Zweijahreskontrakt bei Hapoel Jerusalem.

## Auszeichnungen
- FIBA U-21 Weltmeisterschaft All Star 2005
- All-Euroleague 2nd Team 2007-08

| Personendaten    | Personendaten                  |
| ---------------- | ------------------------------ |
| NAME             | Halperin, Yotam                |
| ALTERNATIVNAMEN  | יוֹתָם הַלְפֶּרִין (hebräisch)        |
| KURZBESCHREIBUNG | israelischer Basketballspieler |
| GEBURTSDATUM     | 24. Januar 1984                |
| GEBURTSORT       | Tel Aviv                       |